# Caitlin Carruthers
Caitlin „Kitty“ Carruthers (* 30. Mai 1961 in Boston, Massachusetts) ist eine ehemalige US-amerikanische Eiskunstläuferin, die im Paarlauf startete.
Caitlin Carruthers' Eiskunstlaufpartner war ihr Bruder Peter Carruthers. Beide waren adoptiert worden. Ihr Trainer war Ronald Ludington. Ihr internationales Debüt hatten sie 1980. Als nationale Vizemeister hinter Tai Babilonia und Randy Gardner beendeten sie die Olympischen Spiele in Lake Placid auf dem fünften Platz und die Weltmeisterschaft in Dortmund auf dem siebten Platz. Bei den Olympischen Spielen waren sie das beste US-amerikanische Paar, da Babilonia und Gardner aufgrund einer Verletzung nicht antreten konnten. Von 1981 bis 1984 wurden die Geschwister US-Meister im Paarlauf und traten damit die direkte Nachfolge von Babilonia und Gardner an. 1982 in Kopenhagen gewannen sie mit Bronze hinter Sabine Baeß und Tassilo Thierbach sowie Marina Pestowa und Stanislaw Leonowitsch ihre einzige Weltmeisterschaftsmedaille. Der größte Erfolg von Caitlin und Peter Carruthers war allerdings der Gewinn der Silbermedaille bei den Olympischen Spielen 1984 in Sarajevo hinter Jelena Walowa und Oleg Wassiljew aus der Sowjetunion. Danach beendeten sie ihre Amateurkarriere, wechselten zu den Profis und traten in Eisrevues auf.

## Ergebnisse

### Paarlauf
(mit Peter Carruthers)
| Wettbewerb / Jahr                | 1980 | 1981 | 1982 | 1983 | 1984 |
| -------------------------------- | ---- | ---- | ---- | ---- | ---- |
| Olympische Winterspiele          | 5.   |      |      |      | 2.   |
| Weltmeisterschaften              | 7.   | 5.   | 3.   | 4.   |      |
| US-amerikanische Meisterschaften | 2.   | 1.   | 1.   | 1.   | 1.   |